# Bjørkelangen
Bjørkelangen è un centro abitato della Norvegia, situato nel comune di Aurskog-Høland e nella contea di Akershus.